# Saint-Étienne-des-Champs
Saint-Étienne-des-Champs è un comune francese di 146 abitanti situato nel dipartimento del Puy-de-Dôme nella regione dell'Alvernia-Rodano-Alpi.

## Società

### Evoluzione demografica
Abitanti censiti